# Mew (Pokémon)
Mew (ミュウ Myū?) är en fiktiv varelse som förekommer i media-franchisen Pokémon. Den är en så kallad mytisk eller mytomspunnen pokémon (en. Mythical Pokémon).

## Framträdanden

### I datorspel
Till att börja med kunde Mew bara fås tag på i Pokémon-serien i samband med event anordnade av Nintendo. Mew tillkännagavs och gjordes tillgänglig för allmänheten för första gången i april 1996-numret av magasinet Corocoro Comics; det här numret innehöll en reklamkampan där tjugo slumpmässigt utvalda personer kunde skicka in sina Pokemon-spelkassetter till Nintendo för att de skulle lägga till Mew i deras spel. Kort efter att Pokémon Red och Blue började Nintendo hålla event där spelare kunde ladda ned Mew till sina spel. Nintendo slutade hålla de här eventen i samband med att My Pokémon Ranch gavs ut, då Mew kan fås tag i det spelet. Mew har även kunnat fås tag i genom buggar. En sådan bugg i Pokémon Röd, Blå och Pokémon Gul involverar att spelaren utnyttjar programmerade händelser; genom att utföra en rad specifika handlingar kan spelaren få fram ett möte med en Mew.

### I anime
Mews första större framträdande i Pokémon-animen var i Pokémon – Filmen, i vilken den var en av huvudfigurerna. I filmen troddes Mew vara sedan länge utdöd och den kraftfullaste Pokémon någonsin. Efter åratal av forskning använder en forskare sig av Mews DNA för att skapa Mewtwo, en genetiskt förändrad klon av Mew, som blir filmens antagonist. Filmen Pokémon 8 – Lucario och mysteriet med Mew tar upp Mews bakgrundshistoria.

### I manga
Mew framträder i mangan Pokémon Adventures. I det första kapitlet försöker den kriminella organisationen Team Rocket fånga den; även Pokémon-tränaren Red försöker fånga den, men blir besegrad av den. Senare i mangan avslöjas det att Team Rocket vill använda Mews DNA för att fullborda skapelsen av Mewtwo; Red och en annan tränare, Green, samarbetar för att undvika att Mew tillfångatas.